# Good Graces
«Good Graces»  (с англ. — «Доброе расположение») — песня американской певицы и автора-исполнителя Сабрины Карпентер из её шестого студийного альбома Short n’ Sweet (2024). Карпентер написала её вместе с авторами песен Джулией Майклз и Эми Аллен и продюсерами Джоном Райаном и Яном Киркпатриком. Песня стала третьим треком альбома 23 августа 2024 года, когда альбом был выпущен лейблом Island Records.

## История
В январе 2021 года Сабрина Карпентер подписала контракт с Island Records. В марте 2024 года она объявила, что работает над шестым студийным альбомом, исследуя новые жанры и ожидая, что он станет предвестником новой главы в её жизни. В преддверии своего выступления на фестивале Коачелла Карпентер объявила, что сингл под названием «Espresso» будет выпущен 11 апреля 2024 года. Песня имела неожиданный успех, став её первым синглом номер один в чарте Billboard Global 200 и первой песней, вошедшей в топ-10 Billboard Hot 100. За ней последовал сингл «Please Please Please» (2024), который достиг первого места в Billboard Hot 100.
До официального объявления по всему Нью-Йорку стали появляться рекламные щиты с твитами о росте Карпентер. 3 июня 2024 года она объявила, что альбом, названный Short n' Sweet, будет выпущен Island Records 23 августа 2024 года, и показала обложку. Треклист был обнародован 9 июля 2024 года.
Карпентер написала песню «Good Graces» вместе с авторами песен Джулией Майклз и Эми Аллен и её продюсерами Джоном Райаном и Джулианом Бунеттой. Песня стала доступна для цифрового скачивания в альбоме, который вышел 23 августа 2024 года.

## Композиция
Помеченная как R&B-песня, «Good Graces» длится три минуты и пять секунд. Она была записана в Santa Ynez House, Playpen and the Perch в Калабасасе, Калифорния. Джейсон Липшутц из Billboard считает, что песня «покрывает холод после расставания маслянистыми звуками R&B 90-х годов, при этом Карпентер использует ритмичный поп-стиль, который так мастерски использовали такие артисты, как Мэрайя Кэри и TLC, и придаёт его тёплым текстурам свой шутливый оттенок». Джеден Пайндер из Pitchfork описал эту песню как «мерцающую песню под влиянием майамского баса», в которой Карпентер использует альбом Арианы Гранде 2016 года Dangerous Woman с её «шепчущими вокальными партиями» и миниальбом Get Up южнокорейской гёрл-группы NewJeans, скандируя «Мне на тебя наплевать».
Песня «Good Graces» схожа с песней «Please Please Please», в которой Карпентер призывает мужчину быть честным и открытым, отказываясь принимать что-то меньшее. В первой песне она демонстрирует больше уверенности и решительно заявляет, что уйдёт от мужчины, который её не уважает. Карпентер подчёркивает, что её ласковые действия не должны восприниматься как наивность: «Когда я люблю тебя, я мила, как ангел / Рисую сердца вокруг наших имён и мечтаю написать клятвы, качая колыбель / Но не путай мою доброту с наивностью». Карпентер говорит, что не побоится уйти, если партнёр сделает «что-то подозрительное», и приказывает ему оставаться в её «добром расположении»: «'Cause no one’s more amazin' / At turnin' lovin' into hatred».

## Отзывы
Пайндер назвал песню «Good Graces» одним из лучших треков альбома Short n' Sweet. Липшутц поставил её на девятое место среди двенадцати треков альбома, похвалив влияние 1990-х и R&B на песню и отметив, что Карпентер привнесла «свою шутливую нотку в её тёплые текстуры». Сэм Пренс из Capital считает, что «текст песни так же затягивает, как и попсовый бит на заднем плане». С другой стороны, Хелен Браун из The Independent считает, что R&B 1990-х «немного забывается».
Комментируя выступление Карпентер, Соувин из Sputnikmusic выразил мнение, что она продемонстрировала «превосходный вокал», и похвалил исполнение строки: «Я не теряю ни секунды, я знаю много парней, / Ты делаешь что-то подозрительное, эта милая задница пока-пока». Однако он был разочарован тем, что это привело к «бесцельному трэп-биту и повторяющемуся […] припеву». Имс Тейлор из Clash считает, что «её нежная подача в ритме R&B кажется менее напористой, скорее почти панической и защитной, готовой убежать при первых признаках опасности».

## Чарты

### Еженедельные чарты
| Чарт (2024)                                | Высшая позиция |
| ------------------------------------------ | -------------- |
| Австралия (ARIA)                           | 12             |
| Канада (Billboard Canadian Hot 100)        | 16             |
| Мир (Billboard Global 200)                 | 15             |
| Греция (IFPI)                              | 94             |
| Новая Зеландия (Recorded Music NZ)         | 17             |
| Филиппины (Philippines Hot 100, Billboard) | 30             |
| Португалия (AFP)                           | 28             |
| Сингапур (RIAS)                            | 9              |
| Швеция (Heatseeker, Sverigetopplistan)     | 17             |
| Великобритания (UK Streaming, OCC)         | 19             |
| США (Billboard Hot 100)                    | 15             |

## Сертификации
| Регион                                                                      | Сертификация | Продажи |
| --------------------------------------------------------------------------- | ------------ | ------- |
| Канада (Music Canada)                                                       | Платиновый   | 80 000  |
| Новая Зеландия (RMNZ)                                                       | Золотой      | 15 000  |
| Великобритания (BPI)                                                        | Серебряный   | 200 000 |
| США (RIAA)                                                                  | Золотой      | 500 000 |
| Данные о продажах + прослушиваниях приведены только на основе сертификации. |              |         |